# Harald Holm
Harald Emil Larsenius Holm, född 19 april 1848, död 9 februari 1903, var en dansk politiker och journalist.
Holm var teolog och grundtvigian, nära knuten till Sofus Høgsbro och Frede Bojsen. Han var en av vänsterns dugligaste talare och agitatorer. Som medlem av folketinget 1876-1903 inlade Holm särskilt förtjänster genom sin verksamhet inom kyrko- och skolfrågor.

## Utmärkelser
- Riddare av Dannebrogorden,  1894[1]

[Redigera Wikidata]